# Niwa Nagahiro
Niwa Nagahiro est un nom japonais traditionnel ; le nom de famille (ou le nom d'école), Niwa, précède donc le prénom (ou le nom d'artiste).
Le vicomte Niwa Nagahiro (丹羽長裕, 17 avril 1859-29 juillet 1886) est un daimyo du début de l'ère Meiji à la tête du domaine de Nihonmatsu. Neuvième fils d'Uesugi Narinori seigneur d'Yonezawa, il devient chef de Nihonmatsu en 1868. Les Nihonmatsu viennent de perdre la guerre de Boshin, et une des conditions mises à sa reddition à l'Armée impériale japonaise, est la retraite de Niwa Nagakuni, le précédent daimyo. Son fils adopté Nagahiro devient daimyo à sa place, avec les revenus du domaine de Nihonmatsu réduits à 50 000 koku (la moitié de ce qu'il recevait précédemment). Après l'abolition du système han en 1871, Nagahiro est fait shishaku (vicomte) dans le cadre du nouveau système nobiliaire de l'ère Meiji. Son frère Niwa Nagayasu (11e fils d'Uesugi Narinori) lui succède en 1886.